# DiaSorin
Die DiaSorin S.p.A. ist ein italienisches Biotechnologieunternehmen mit Sitz in Saluggia. Das Kerngeschäft des Unternehmens liegt im Bereich der In-vitro-Diagnostik.

## Geschichte
Die Ursprünge des Unternehmens gehen auf das Jahr 1968 zurück, als auf Initiative von Fiat und Montecatini die "Sorin Biomedica" von der "Società Ricerche Impianti Nucleari - Sorin" gegründet wurde. 1997 erwarb American Standard zusammen mit der Immunonuclear Corporation (Incstar, Inc.) Sorin Biomedica. Die beiden Unternehmen bildeten die Medical System Group of American Standard, die später zu der  Sienna Biotech, Inc. wurde.
DiaSorin wurde im Jahr 2000 durch eine Management-Buyout-Operation unter der Leitung von Carlo Rosa und Gustavo Denegri eine unabhängige italienische Gruppe.